# كارولينا كووالكيفيتش
كارولينا كووالكيفيتش (مواليد 15 أكتوبر 1985) هي مُقاتلة فنون قتالية مختلطة بولندية.

## وصلات خارجية
- كارولينا كووالكيفيتش على موقع يو إف سي (الإنجليزية)
- كارولينا كووالكيفيتش على موقع شيردوغ (الإنجليزية)
- كارولينا كووالكيفيتش على موقع Tapology.com (الإنجليزية)
- كارولينا كووالكيفيتش على موقع فايت ماتريكس (الإنجليزية)
- كارولينا كووالكيفيتش على موقع IMDb (الإنجليزية)
- كارولينا كووالكيفيتش على موقع قاعدة بيانات الفيلم (الإنجليزية)